# Јин и јанг у традиционалној кинеској медицини
Јин и јанг у традиционалној кинеској медицини. је опште прихваћен филозофски концепт који потиче из древне кинеске филозофије и метафизике и описује две главне супротстављене, али комплементарне, силе које се могу пронаћи у свим предметима у свемиру. Теорија која је присутна у Кинеској митологији о настанку земље и човека везана је за причу о Пан Гу (митском предаку, првом човеку на земљи) откривена је и редигована у писаној форми у 3. веку. у књизи Ји Ђинг (Књига Промена) која спада у најстарије класичне кинеске текстове. Написана је 1000. п. н. е. и као суштина мудрости, током наредних 3000 година служила је као приручник за прорицање будућности, али јој се може приписати без икакве сумње да је она као канон примењена у кинеској медицини што потврђују и записи у најстаријем и најважнијем кинеском медицинском делу; „Медицинском канону Жутог цара или Законику медицине“, Неи Ђинг (кин: 内經, Nèijīng).

## Медицински канон Жутог цара
Жутом цару се, међу бројним другим достигнућима, приписује откриће принципа Традиционалне кинеске медицине. Неи Ђинг (кин: 内 经, Медицински канон Жутог Цара или Законик медицине), је наводно написан у сарадњи са његовим лекарем Ки Боом. Међутим, модерни историчари углавном тврде да је он био састављен на основу древних списа од стране научника који је живео у периоду између династија Џоу и Хан, више од 2.000 година касније. Његово занимање за природу и здравље, као и спречавање и лечење болести се сматра разлогом што је живео 111 година, односно што је стекао бесмртност након своје физичке смрти.
- У књизи Неи Ђин или Законик медицине Жути цар је написао:

"Принципи јина и јанга - мушких и женских делова природе - су основни принцип целог универзума. То је принцип свега што постоји у стварању. Ови принцип врши трансформацију родитељства, корен је и извор живота и смрти, а такође се налазио и у време богова. За лечење или лечење болести, неопходно је да се истражи његово порекло. Небо је створило акумулацију Јанг елемента светлост, а земља је створила акумулацију Јин елемента таму. "
Жути цар у књизи Неи Ђинг углавном води дијалог са Це Баи-ом, при чему се фокусира на практичне аспекте адаптације на климатске промене, исхрану, емоције, а посебно у другом тому или верзији, Шу Вен, фокусира на клиничку праксу, наравно уз метафоре и референце из времена у коме је постојала усмена или, писана традиција или на накнадно написане референце у различитим династијама (Хан, Танг).
- На пример у овом цитату Жути цар је упитао Це Баи-а:

„Чуо сам да је небо и земља Јанг и јин. Јанг је сунце а јин је месец. Како се слажу у човеку. Це Баи одговора: Леђни део тела који је изнад бубрега, зависи од неба, што је испод, у лумбалном делу, зависи од земље. Дванаест главних меридијана (Ђинг маи) одговара 12 месеци (12 Земаљских грана) Месец је у односу са водом То је разлог зашто се она налази под Јином'“'..
Тако је настала класификација меридијана у особинама Јин и Јанг. Ова књига за коју постоје неки оригинални преводи, али и више верзија, и на чијој основи се заснива, идентификациона теорија која објашњења здравствено стање у односу на Јин и јанг, патогенетске факторе/терапеутски организоване под облик физиолошког или виталне динамике (Мадел Луз), где се они уклапају са концептом меридијана и теоријом кретања пет елемената.
Проучавање појмова опозиционих-корелација или пар супротности има дугу историју примене у различитим областима знања, како у древној Кини (пример, фенг шуи) тако и у Западним студијама филозофије, логике, лингвистике, теорије информације, семиотике - семиологије, психоанализа и антропологије.

## Јинг и јанг и анатомија
У анатомским описима и класификацијама у кинеска култура има широку номенклатуру која описује различите делове, регионе, органа и системе тела применом принципа Јин и јанг. Јанг се на пеимер примењују за диференцирање форме и функциј;
- Јин : десна страна, предња (трбушна) палмарна страна руку, унутар тела, ноге, труп, пуни (чврсти) органи / Цанг меридијани: јетра, срца, бубрег, плућа, слезина, панкреас, перикардијум.
- Јанг : лево, позади (леђни) део изван воларних страна руку, горњи екстремитети, глава, шупљи, празни (светло); органи / Фу меридијан: танко и дебело црево, желудац, бешика, жучна кеса, троструко топлија (Сан Јиао), мозак, материца.

Ово рангирања примањује се и на остале органе и нормалне физиолошки процесе и патолошка стања, укључујући и облике који обухватају симптоме и знакове који се користе у дијагностичком процесу кинеске медицине. Међутим, увек је добро имати на уму да сваки од органа или функција који су подељени у групе Јин и јанг се могу даље поделити на више узастопних класификација.
На пример, неки органи попут срца и бубрега имају карактеристике Јанг (Шао - млади јин), док плућа, слезина и панкреаса - има карактеристику Јин (Таи- велики јин) упркос свим његовим настојањима да се класификују као Цанг (органи) у природи, анализирајући Јин срца и даље се може разликовати Јин срца (систолна - мишићна маса), Јанг срца (дијастола, шупљине срца) и тако даље..
Овде је дат кратак преглед примене ове концепције на скуп симптома и знакова који се наводе у клинички прегледима.
- Јин : хронична болест, склоност ка гојазности, загушења, пасивност, хипотермија, смањење тонуса, оштећења, смањена осетљивост, влажна кожа, хладноћа, поспаност, губитак гласа, песимизам, слабљење пажње, слаб вид, стидљивост, депресија, инхибиција, контракција, статичка равнотежа, кома, ступор.
- Јанг : акутни процеси, склоност ка губитку тежине, запаљења, грозница, повећање тонуса мишића, грчеви, повећана осетљивост, сува кожа, топлота, несаница, очуван глас, оптимизам, очуван вид, ароганција, анксиозност, узбуђење, напетост, дилатација, промена уноса, одузетост.

## Дијагностика у систему меридијана Јин и јанг
Несклада и/или прекида протока енергије (јин или јанг) може да изове неравнотежу на ендогене (унутрашње) утицаје или рањивост на спољне агресивне агенсе (хладноћу, топлоту, Чи нечисто, итд.)
Синдроми Јин и јанг изазвани неравнотежом протока енергије могу се у основи поделити према узроцима на;
- Тип Ху (мањак), који је изазван ниским отпором у телу због хипофунције или инсуфицијенције одређеног материјала;
- Тип Ши (вишак), указује на агресивно дејство спољних штетних агенаса у присуству нормалног телесног отпора.

Традиционална кинеска медицина узроке болести дели на спољашње и унутрашње:
| Спољашњи узроци болести                                                           | Унутрашњи узроци болести |
| --------------------------------------------------------------------------------- | --- |
| - Климатски фактори - Патогени агенси - Спољашње ране - Уједи инсеката и животиња | - Неуравнотеженост седам осећања - Неправилна исхрана - Премор - Задржавање слузи и патолошких течности - Смањена физичка активност (хиподинамија) - Застој крви и Чи - Претерана сексуална активност |

### Спољашњи узроци
Све теорије традиционалне (народне) кинеске медицине су изведене на основу веровања да се „чи“ ("животна сила“ или „духовна енергија“ која је део свега што постоји), креће телом по природним шемама канала који се зову меридијани. Симптоми разних болести су виђени као неуравнотежено и поремећено кретање „чија“ кроз меридијане.
- Путеви уноса болести

Велики лекар древне Кине, Џан Џун Цин је указивао да у организам из спољашње средине болест може доспети трима путевима - меридијанима преко четири уда и девет отвора; полним контактом, рањавањем и уједима.
- Климатски утицаји

У климатске факторе или како их Кинези називају „Шест недаћа“. У „Шест недаћа“ спадају ветар, хладноћа, топлота, влага, сувоћа, ватра. Када ове „недаће“ делују на организам, јавља се специфичан одговор у виду групе симптома. Ако напада један патогени принцип, након његовог продра у организам, он прелази у други патогени принцип (нпр. код напада хладноће може се јавити топлота). Основни постулат кинеске медицине је тражити узрок болести.

### Унутрашњи узроци
- Обољења услед вишка седам осећања.

У седам осећања спадају; радост, бес, туга, меланхолична медитација, жалост, страх. Код прејаког или предугог дејства ових осећања настају патолошке промене у организму. Настаје поремећај кретања крви и ремети се однос Јин и јанг.
Човек има пет органа на које се односе шест осећања. Срце које тежи радости, јетра → бесу, слезина → меланхоличним медитацијама, плућа → тузи, бубрег → страху.
Ако постоји вишак крви, јавља се бес, а мањак-плашљивост. Кад је Чи јетре празна, јавља се болест, када је пуна-бес. Кад је Чи срца празан, јавља се жалост, а када је пуна, болесник се стално осмехује. Вишак осећања може да повреди орган: бес-јетру, радост - срце, меланхолична медитација рањава слезину, туга рањава плућа, страх рањава бубреге.
Такође свако осећање утиче на функцију Чи: бес шаље Чи нагоре (главобоља, црвенило очију и лица), радост успорава Чи (долази до поремећаја пажње, концетрације), жалост раствара Чи, страх спушта Чи (нпр. дрхтавица од страха), страх уноси немир у Чи, медитација везује Чи (изазива застој Чи-а).
- Задржавање слузи и патолошких течности

Оне се јављају услед неправилне исхране, неуравнотежености, осећања и поремећене функције плућа, слезине и бубрега. Слуз изазива многе болести, кашаљ, мучнину, повраћање, тумора, можфданог удара...
- Задржавање крви

Крв у организму могу „задржати“ спољашњи ударци, повишена температура у крви, празнина Чи. Задржавање крви је веома опасно јер се она може задржати у неком органу и створити крвне угрушке, који могу бити смртоносни.
- Неправилна исхрана

Исхрани се у Традиционалној кинеској медицини придаје велики значај јер од тога зависи правилан рад органа и система. Исхрана може бити недовољна услед дугог гладовања или осиромашености намирница нутритивним састојцима. Исхрана може бити преобилна и тада код преједања страда желудац и слезина. Храна се задржава у организму и јавља се ферментација, претерана топлота, влажност и слуз. Загађена, али и једнообразна, једнолична храна такође изазива поремећаје.
- Физички и психички премор

Физичко премор рањава Чи, изазива замор мишића и претерано знојење. Психички премор може довести до лупања срца, заборавности, несанице, губитка апетита...
- Претерана полна активност

Како је бубрег резервоар супстанце Џин, код пречестих полних контаката Џин се губи, и као последица настаје поремећај у раду других органа и система. То се често манифестује главобољом, зујањем у ушима, падом концетрације, смањеним сексуалним нагоном ...
- Смањена физичка активност (хиподинамија)

Без физичких активности није могућ нормалан рад унутрашњих органа, нормално кретање Чи и крви, исцрпљују се функционалне моћи желуца и слезине што се манифестује општом слабошћу, лошим апетитом, слабошћу удова, апатијом...